# モルガン・ライブラリー

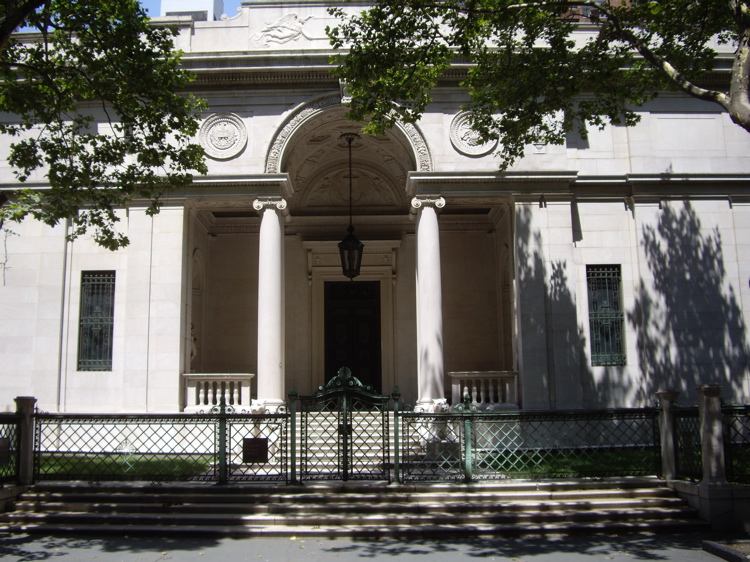
モルガン・ライブラリー

モルガン・ライブラリー（英: Pierpont Morgan Library）は、ニューヨーク市マンハッタン区マーリー・ヒルにある美術館および学術機関。住所は、マジソン・アベニュー225号（東36丁目との交差点）である。元々モルガン・ライブラリーは1906年に実業家であるジョン・モルガンの書物と絵画の個人コレクションを集めた図書館として設立されたが、1924年に息子のJ.P.モルガン Jr.が公共法人化し、美術館として一般に公開されているものである。この図書館はチャールズ・マッキムによって120万ドルで設計された。
この建造物は1966年にニューヨーク市指定歴史建造物に指定され、同年アメリカ合衆国国定歴史建造物に認定された。
展示品としては書物や有名人による自筆書類が多く、ウォルター・スコット、バルザック、ディケンズやシャーロット・ブロンテなどの草稿、ベートーヴェンやモーツァルトの楽譜などがある。

## コレクション
今日モルガン・ライブラリーは美術館と研究機関の両方の役割を担っている。当初、コレクションの範囲はジョン・モルガンの司書であったグリーンによって集められたものだけであった。グリーンは後にモルガン・ライブラリーの最初の司書となり1948年に引退するまでモルガン・ライブラリーの司書を務めた。彼女の後任者であるフリードリヒ・アダムス Jr.は1969年までこの図書館を運営しており、また彼のコレクションは世界的に有名なものであった。国際的に最も重要な収蔵品は、装飾写本やスタヴロの3枚続きの絵画、リンダウ・ゴスペルズ（英語版）の金属細工などである。最も有名な手稿にはモルガン・バイブル（英語版）、モルガン・ベアトゥス（英語版）、Hours of Catherine of Cleves（英語版）、Farnese Hours（英語版）、モルガン・ブラック・アワー（英語版）、Codex Glazier（英語版）がある。これらの手稿の収蔵品はウォルター・スコットやオノレ・ド・バルザックの作品の原本やボブ・ディランがメモした悲しきベイブと風に吹かれての紙切れも含んでいる。
収蔵品には、インキュナブラ、出版物、ヨーロッパの芸術家の絵画などを含んでいる。例としてレオナルド・ダ・ヴィンチ、ミケランジェロ・ブオナローティ、ラファエロ・サンティ、レンブラント・ファン・レイン、ピーテル・パウル・ルーベンス、トマス・ゲインズバラ、アルブレヒト・デューラー、パブロ・ピカソが挙げられる。また初期に印刷された聖書であるグーテンベルク聖書を3冊保有し、他にも多くの本がきれいな状態で製本されている。他にも古代エジプトの資料や中世の礼拝物（コプト文学など）や、エミール・ゾラ、ウィリアム・ブレイクの描いた職の書、アントワーヌ・ド・サン＝テグジュペリの星の王子さま、パーシー・ビッシュ・シェリーのノート、ロバート・バーンズによる詩、チャールズ・ディケンズが手書きで、編集・校正したクリスマス・キャロルの原稿、ヘンリー・デイヴィッド・ソローによる雑誌、ベートーヴェン、ブラームス、ショパン、マーラー、ベルディ、モーツァルトの交響曲第35番の本人直筆の注釈付き楽譜、ジョルジュ・サンド、ウィリアム・メイクピース・サッカレー、ジョージ・ゴードン・バイロン、シャーロット・ブロンテ、ウォルター・スコットのアイヴァンホーを含むそれぞれの小説の原稿が収蔵されている。これらの収蔵品の中には1907年から1911年の間にモルガンによって集められたオールド・マスターの絵画（ハンス・メムリンク、ペルジーノ、チーマ・ダ・コネリアーノ（英語版）の作品）も含んでいるが、これらの作品は収蔵品として注目されることは無く、ドメニコ・ギルランダイオの傑作であるジェバンニ・トルナブオーニの肖像画は大恐慌の時にモルガン家の財政のためにハインリヒ・ティッセンに売却された。
モルガン・ライブラリーの作品の中で他の著名な芸術家にはジーン・ブリューノフ、ポール・セザンヌ、フィンセント・ファン・ゴッホ、ジョン・リーチ、ガストン3世、レンブラント・ファン・レイン、ジョン・ラスキンがいる。
モルガン・ライブラリーは古代の中東の円筒印章を世界で最も多く収蔵している。円筒印章は絵が刻まれている小さな石の円筒に、粘土を転がす事で作る事ができた。また多くの楽譜の原稿とギルバート・アンド・サリヴァンの原稿と関連する芸術品を含むヴィクトリア朝の収蔵品を収蔵している。
オーストラリア人に興味深い収蔵品として、1516年にアンドレアス・コルサーリがインドで書いた手紙のコピーがある。この手紙は現存している5つのうちの1つで、南十字星について初めて記述している手紙である。南十字星はコルサーリがこの手紙で初めて述べた事で、"十字"の名前がつけられた。この手紙の他のコピーの内、1つは大英博物館にあり、2つはオーストラリアにある。5つ目はプリンストン大学の図書館にある。この手紙は探検の要約が書かれており、ラムジオ・ヴィアッジの快諾により、1955年から3冊の本としてベネツィアで出版された。

## 建築様式
モルガン・ライブラリーは最初、チャールズ・マッキムによって新古典主義建築に基づき、1903年に建設された。モルガンはこの時、娘のために1ブロック離れたところに建てられた家も委任した。この家は1880年に219マディソン・アベニューに建てられたモルガンの高級住宅の東の部分にあたり、東33丁目から36丁目にあった。マッキムはヴィラ・ジュリア国立博物館とニンファエウムにインスピレーションを受けた。
この建物の内装は豪華に装飾されており、他色彩の円形の広間は元々モルガンの書斎であった3つの開かれた部屋につながっている。なおこの3つの部屋は現在は司書の事務所と図書館そのものになっている。円形の広間は半円の天井で壁の左官工事はラファエロ・サンティに影響を受け、ハリー・モンブレーによって作成された。現在の西館にあたるモルガンの書斎はアメリカの内装の最も偉大な到達点の一つと呼ばれる一方、東館は三重の本棚が特徴である。
モルガンの住居は彼の死後の1928年に取り壊されたが、ベンジャミン・モーリスによって特徴的な展示ホールと読書室を備え、元々のマッキムの建造物と調和する分館に立て直された。
図書館の建造物の中に残されたイタリア風の高級住宅は231マディソン・アベニューに面しており、東の端は37番通りにある。この建物はアイザック・ニュートン・フェルプスによって建造され、彼の遺言によって娘のヘレン・ストックスに譲られた。ヘレン・ストックスはアンソン・フェルプス・ストックスの妻であった。彼女はこの建物を増築し、広さを倍にして、さらにR. H.ロバートソンに屋根裏部屋を作らせた。彼らの息子の建築家アイザック・ニュートン・フェルプス・ストックスは1867年4月11日にこの家で生まれた。この家はJ.P.モルガンに1904年に購入された。この家は1905年から1943年の間、J.Pモルガン・ジュニアの家として使われた。

### 2006年の修復

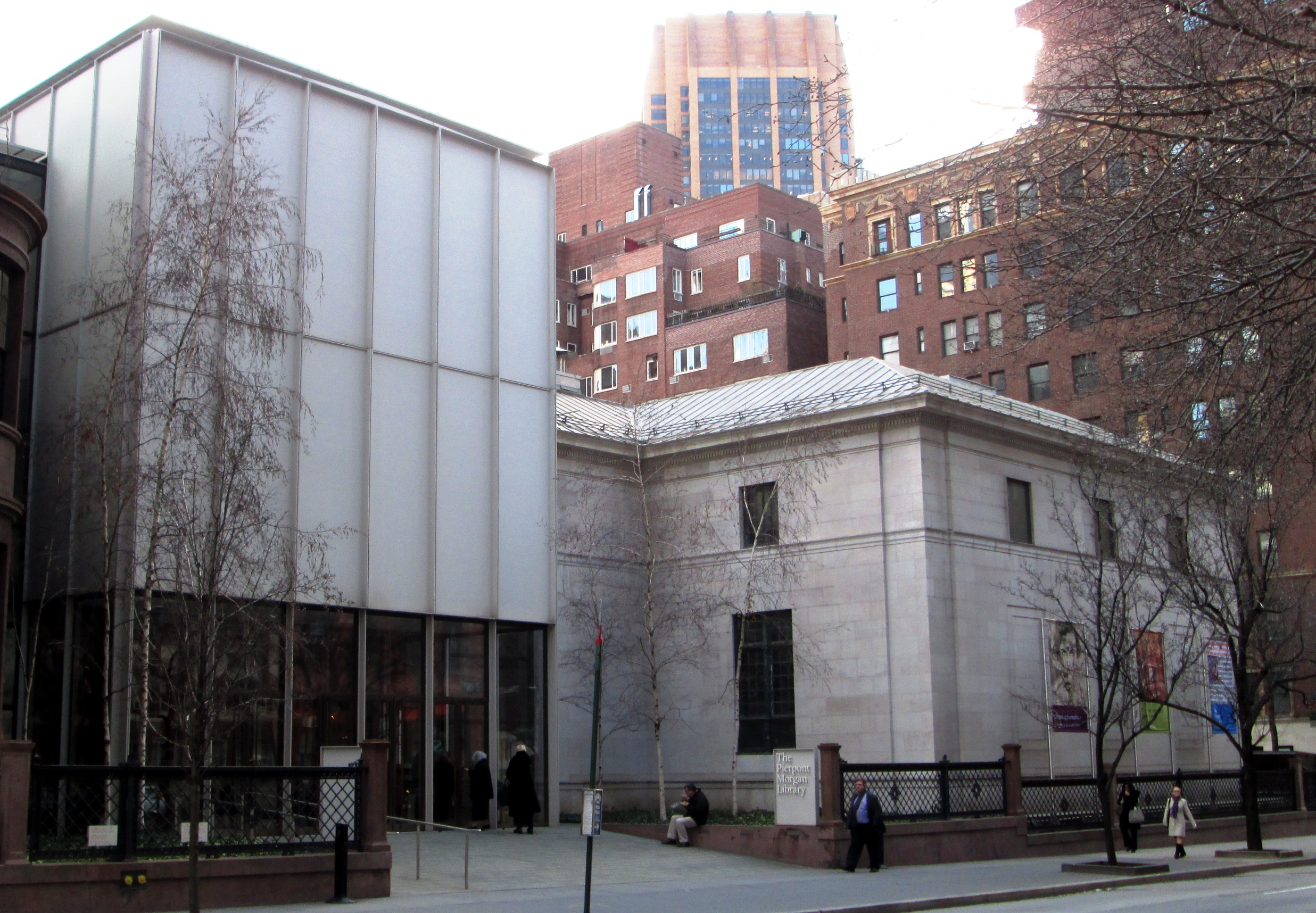
左側のエントランスは2006年にレンゾ・ピアノによって設計され、右の分館は1928年にベンジャミン・モーリスによって設計された。

最近の修復はイタリア人建築家のレンゾ・ピアノとバイヤー・ベルによって行われ、2006年に修復が完了した。この図書館は外見的にはとても穏やかなものであるが、この建物は、複合体の内部の空間を作り出すことを助けている。
この図書館は工事中に閉館しており、その間多くの展示物がアメリカ各地で展示された。この工事が完了し、モルガン・ライブラリーが再開したのは2006年の4月29日の事であった。この改修で建物は上下に増築され、地下の空間も確保された結果、モルガン・ライブラリーの展示スペースは倍になった。ピアノは半透明の屋根の下に読書のスペースを用意し、学者が自然光で原稿を研究できるようにした。またマンハッタンの地下の岩盤をくり抜く事で貯蓄設備を確保した。

## 運営
1987年と2008年の間、チャールズ・ピース Jr.はモルガン・ライブラリーの理事を務めていた。2008年から2015年のウィリアム・グリスウォード理事の任期の間、彼は収集品を増やし、展示会を積極的に開き、2013年には写真部を新設した。これらの努力が若年層の関心を惹くことにつながり、彼は多くの現代芸術の展示会に呼ばれるようになり、モルガン・ライブラリーの中庭に彼の彫像が一時置かれた。2015年にコラン・ベイリー(英語版)を新しい理事に任命した。